# Carlos Savage
Pour les articles homonymes, voir Savage.
Carlos Savage, né le 20 mai 1919 à Mexico et mort le 29 septembre 2000 dans la même ville, est un monteur de cinéma mexicain, actif des années 1930 aux années 1990. 

## Biographie
Carlos Savage apparaît, comme monteur image et monteur son, au générique de près de 500 films mexicains. Il est également acteur dans 2 films.

## Filmographie

### Monteur image (liste sélective)
- 1946 : La Barraca de Roberto Gavaldón
- 1949 : Le Grand Noceur de Luis Buñuel
- 1951 : Don Quintin l'amer de Luis Marquina
- 1951 : Los Olvidados de Luis Buñuel
- 1952 : Les Aventures de Robinson Crusoé (Robinson Crusoe) de Luis Buñuel
- 1953 : Tourments (Él) de Luis Buñuel
- 1955 : La Revanche de Pablito de Roberto Gavaldón
- 1958 : Nazarín de Luis Buñuel
- 1958 : Un mundo nuevo de René Cardona
- 1959 : L'Homme et le Monstre de Rafael Baledón
- 1960 : La Casa del terror de Gilberto Martínez Solares
- 1965 : En este pueblo no hay ladrones d'Alberto Isaac
- 1968 : Las visitaciones del diablo d'Alberto Isaac
- 1979 : La guerra santa de Carlos Enrique Taboada
- 1984 : Le Tueur (Matar a un extraño) de Juan López Moctezuma
- 1986 : Veneno para las hadas de Carlos Enrique Taboada
- 1987 : El imperio de la fortuna d'Arturo Ripstein
- 1987 : Mariana, Mariana d'Alberto Isaac
- 1989 : Esperanza de Sergio Olhovich
- 1990 : El Homicida de Alfonso Rosas Priego hijo
- 1990 : ¡Maten a Chinto! d'Alberto Isaac
- 1995 : El callejón de los milagros de Jorge Fons
- 1995 : Mujeres insumisas d'Alberto Isaac

### Monteur son
- 1939 : El circo trágico de Manuel R. Ojeda
- 1965 : Un alma pura de Juan Ibáñez
- 1965 : Lola de mi vida de Miguel Barbachano-Ponce
- 1965 : La sunamita de Héctor Mendoza
- 1965 : Las dos Elenas de José Luis Ibáñez
- 1965 : Amor, amor, amor (omnibus)

### Acteur
- 1968 : Fando et Lis d'Alejandro Jodorowsky
- 1969 : La hora de los niños d'Arturo Ripstein

## Distinctions
- 1946 : Ariel d'Argent du Meilleur Montage pour La barraca de Roberto Gavaldón
- 1951 : Ariel d'Argent du Meilleur Montage pour Los Olvidados de Luis Buñuel
- 1956 : Ariel d'Argent du Meilleur Montage pour Les Aventures de Robinson Crusoé de Luis Buñuel
- 1958 : Ariel d'Argent du Meilleur Montage pour Un mundo nuevo de René Cardona
- 1979 : Ariel d'Argent du Meilleur Montage pour La guerra santa de Carlos Enrique Taboada
- 1986 : Ariel d'Argent du Meilleur Montage pour Veneno para las hadas de Carlos Enrique Taboada
- 1987 : Ariel d'Argent du Meilleur Montage pour El imperio de la fortuna d'Arturo Ripstein
- 1987 : médaille Salvador-Toscano
- 1988 : Ariel d'Argent du Meilleur Montage pour Mariana, Mariana d'Alberto Isaac
- 1989 : Ariel d'Argent du Meilleur Montage pour Esperanza de Sergio Olhovich
- 1990 : Ariel d'Argent du Meilleur Montage pour El Homicida de Alfonso Rosas Priego hijo
- 1995 : Ariel d'Argent du Meilleur Montage pour El callejón de los milagros de Jorge Fons
- 1996 : Ariel d'Argent du Meilleur Montage pour Mujeres insumisas d'Alberto Isaac